# Прапор Англії
Національний прапор Англії — біле полотнище з прямим хрестом святого Георгія, який вважається небесним покровителем англійців. Асоціація червоного хреста як герба Англії простежується до пізнього середньовіччя. Він часто використовувався поряд з Королівським штандартом під час англійської Реформації, особливо як морський прапор. Прапор Англії став компонентом прапору Великої Британії у 1606 році .
З 1990-х років широко застосовується під час змагань національних команд, особливо національної збірної Англії з футболу.